# Attacco a terra
L'attacco a terra formante la frontiera orizzontale inferiore di una costruzione costituisce un problema rilevante per quanto riguarda l'isolamento e l'aerazione delle strutture e degli ambienti inferiori alla quota del piano di campagna.
Un elevato tasso di umidità dovuto ad esempio alla presenza di falde freatiche, contatto con il terreno, risalita d'acqua per capillarità, possono determinare problemi di tipo strutturale e di salubrità nelle strutture verticali e orizzontali.
Occorre quindi un opportuno isolamento ed impermeabilizzazione delle strutture a contatto con il terreno.
Una possibile soluzione per quanto riguarda le strutture verticali, consiste nel creare una intercapedine aerata, a muri ed elementi strutturali, questo sistema viene comunemente chiamato scannafosso.
Questa intercapedine deve essere abbastanza larga da permettere il passaggio di una persona per eventuali interventi di manutenzione (minimo 60 cm di larghezza).
Tutti i vani parzialmente o totalmente interrati devono essere protetti tramite applicazione di uno strato termo-isolante (4–5 cm) e di uno strato impermeabilizzante (1 cm circa). Questa impermeabilizzazione può essere applicata in guaine o cartoni catramati.
Mentre per la protezione delle aree orizzontali può essere prevista la presenza di un vespaio in pietrame, o di un solaio su muretti.
I vespai sono le strutture più economiche per la protezione nell'attacco a terra dei solai. I conci che costituiscono il vespaio devono essere selezionati in base alla loro forma e dimensione e vengono successivamente posti in opera con la punta rivolta verso il basso, ogni due-tre metri devono essere interposti dei canali di aerazione con sfogo diretto all'esterno del fabbricato. 
Sopra il pietrame viene disposto uno strato di pietrisco fine in modo da creare una superficie piana e regolare su cui gettare il massetto di calcestruzzo. 
Spesso all'interno di questo massetto viene inserita una rete elettrosaldata, per aumentare la ripartizione dei carichi ed avrà uno spessore che può variare dai 4 ai 10 cm.
Sul massetto verrà poi collocato l'isolante termico (4–5 cm), una guaina impermeabilizzante (1 cm), un sottofondo in sabbia e cemento (3 cm) ed il pavimento (dallo spessore variabile a seconda del tipo di materiale di rivestimento scelto).
L'alternativa molto utilizzata nell'architettura tradizionale prevedeva la realizzazione di muretti alti circa 1 metro (gattaiolati) su cui veniva poggiato il solaio. Questi muretti creavano un'intercapedine aerata che fungeva da isolante termico ed impermeabilizzante.
Oggi si tende però a risolvere il problema della protezione delle strutture orizzontali, tramite la collocazione un solaio strutturale (prefabbricato su travi), in modo da lasciare un'intercapedine d'aria tra il solaio e il terreno.